# کارامپانتور
کارامپانتور (به لاتین: Karampanthoor) یک منطقهٔ مسکونی در سری‌لانکا است که در استان شمالی (سری‌لانکا) واقع شده‌است.